# Lil Hardin
Lil Hardin Armstrong (Memphis, 3 de febrer de 1898 - Chicago, 27 d'agost de 1971) va ser una pianista, compositora, arreglista, directora i cantant de jazz americana. És una de les primeres dones afroamericanes a dirigir la seva pròpia banda, i creadora d'una de les poques bandes de jazz formada exclusivament per dones. La seva aportació al desenvolupament del jazz va ser cabdal, tant en el versant interpretatiu com en el compositiu.

## Biografia

### Primers anys
Lil Hardin va néixer a Memphis, Tennessee, en una família afroamericana de classe mitjana. Ja de ben petita rep classes de piano i d'orgue i poc després comença a tocar regularment a l'església. Allà, Hardin es dedica crear i a improvisar temes de blues, unes sonoritats que no agradaven al pastor de l'església. La seva mare, tampoc gens afí al blues i als corrents improvisats que estaven sorgint, la porta a estudiar a la Fisk University l'any 1916, on rep una formació de piano clàssic.
L'any 1917 la família Hardin es muda a Chicago. Allà entra a estudiar a la Chicago College of Music, i simultàniament inicia la seva carrera professional, aconseguint una feina a Jone's Music Store, com a pianista repertorista de les obres noves que estaven a la venda. És en aquesta feina on coneix moltíssims músics, entre els quals es troba Jelly Roll Morton, un dels millors pianistes del moment. Morton li ensenya el seu estil rítmicament marcat, tocant diversos standards de l'època. És a partir de llavors que Hardin defineix el seu estil, basant la seva interpretació en una gran força i precisió rítmica.
A través dels seus contactes a Jone's Music Store, Lil Hardin entra a formar part de la banda del clarinetista Lawrence Duhe, i més tard la contracten en un dels locals nocturns més importants de la ciutat: The Dreamland, on coneix Jimmie Johnson, un cantant amb qui s'acaba casant. És l'any 1921, amb només 23 anys, quan entra a formar part de la King Oliver's Creole Jazz Band, una de les millors bandes de la ciutat, i del moment. En aquella època, veure una dona pianista era quelcom estrany, o si més no, poc habitual. I encara més amb l'energia i l'estil púrament rítmic que tenia Hardin.
Amb la King Oliver's Creole Jazz Band farà molts concerts per diverses ciutats, però quan es traslladen a Los Angeles, Hardin es veu forçada, pel seu marit, a tornar a Chicago i deixar la banda.
Un altre cop a Chicago, Lil Hardin torna a tocar a The Dreamland. L'any 1922 la banda de Joe King Oliver torna a Chicago, i aquest li ofereix a Hardin tornar a formar part del grup, cosa que ella accepta. És en aquesta banda on s'incorpora un nou i prometedor trompetista anomenat Louis Armstrong. Hardin i Armstrong s'acaben enamorant, i després de divorciar-se de les seves parelles, l'any 1924 es casen.

### Hot five i hot seven,influència mútua amb Louis Ambstrong
És impossible parlar de Lil Hardin sense parlar de Louis Armstrong, i viceversa, perquè l'un és essencial en la carrera de l'altre; Armstrong és clau per a la trajectòria musical de Hardin, tant com Hardin és imprescindible per a la carrera de Louis Armstrong.
Quan Armstrong està tocant com a segon trompetista amb la banda de jazz criolla de Joe King Oliver, Lil Hardin el convenç per deixar-lo i buscar alguna feina que li doni més projecció. Així doncs Armstrong s'uneix a Fletcher Henderson, a Nova York. Després de desplaçar-se a la gran ciutat, Hardin té problemes per trobar feina en un món dominat per homes, així que se'n torna a Chicago. Allà comença a formar un grup per tocar juntament amb Armstrong.
Quan aquest torna de Nova York, acabaran de configurar la banda, anomenada The Hot Five Orchestra. Aquesta és la primera banda d'Amstrong com a líder, de la qual Hardin forma part com a pianista. Els Hot Five es convertiran poc després en Hot Seven i tindran una gran repercussió en el món jazzístic.
Lil Hardin gravarà diversos discos amb els Hot Five i els Hot Seven des de 1925 a 1928, aportant diverses composicions pròpies, entre les quals es troba el famós Struttin' With Some Barbecue. Un tema genial, molt popular de la música d'Armstrong, que Hardin va escriure per als Hot Five.
Després de les infidelitats contínues d'Armstrong, Lil Hardin i Louis Armstrong es divorcien l'any 1938, i deixen de tocar junts.
També va ser inspiradora i companya sentimental del trompetista Louis Armstrong, en qui va influir considerablement.

### Carrera en solitari i lideratge famaní. Anys 30
Hardin, tot i les dificultats que va tenir per qüestió de gènere per a poder fer-se un lloc dins de l'escena jazzística, va liderar diverses bandes, moltes de les quals formades per dones. En aquests grups, a part de dirigir i tocar, també hi aportava composicions i arranjaments propis.
En un primer període, als anys 30, toca amb la Lil Hardin's All Girl Band, una banda formada exclusivament per dones, que regularment actuava a la ràdio de la cadena NBC. També forma part, entre 1932 i 1936 del grup The Harlem Harlicans, format també exclusivament per dones. Quasi simultàniament, entre l'any 1933 i el 1935, forma un altre grup amb antics membres de la banda de Stuff Smith, com Jonah Jones i George Clarke.
A part d'aquests grups, Hardin treballa com a pianista de sessió de la companyia discogràfica Decca Records. Amb Decca, grava sota el nom 'Lil Hardin with Soloists and a pick-up band', en què convida grans músics com Red Allen, Chu Berry, Buster Bailey o Jonah Jones.
Després de gravar i tocar amb diferents agrupacions, i compondre molts temes, com Just for a Thrill, que va popularitzar Ray Charles, Hardin es veu quasi forçada a deixar la música, ja que la depressió financera, l'augment dels problemes racials, els problemes de gènere, i el seu estil ja passat de moda, feien molt difícil projectar la seva carrera. En els anys següents, es dedica al disseny de moda, i posteriorment a la restauració. Enmig d'aquesta pausa de la seva carrera professional, es dedica també a donar classes de piano i a reprendre els seus estudis.

### Retorn als escenaris i mort
No és fins als anys 50 quan Lil Hardin torna als escenaris. En aquella època obté certa fama, fa una gira per Europa l'any 1952, i grava alguns discos, molts d'ells com a músic de sessió.
L'any 1962, Hardin comença a treballar en la seva autobiografia, una obra que mai acabaria, ja que el 28 d'agost de 1971, quan Hardin estava tocant en un concert d'homenatge a Louis Armstrong (mort un mes abans), patí un atac de cor i acabaria morint.
Hardin ha passat a la història per ser una de les primeres dones lider en el món del jazz. Tot i no haver-hi massa documentació d'aquest personatge, deixa un llegat de sessions discogràfiques, la gran majoria trobada en recopilatoris de gravacions de la seva carrera, on podem descobrir alguns dels primers grups íntegrament femenins del món del jazz.

## Selecció discogràfica
- Johnny Dodds' Trio: Blue piano stomp (RCA Victor, 1928)
- Johnny Dodds' Orchestra: Heah' me talkin' (RCA Victor, 1929)
- Jimmie Rodgers: Blue yodel no. 9 (RCA Victor, 1930)
- Louis Armstrong. Hot Five: My heart (Okeh, 1925)
- Louis Armstrong. Hot Five: Come back, sweet papa (Okeh, 1926)
- Lillian Armstrong. Louis Armstrong. Hot Five: Georgia grind (Okeh, 1926)
- Louis Armstrong. Hot Seven: S.O.L. blues (Okeh, 1927)
- Louis Armstrong. Hot Seven: Don't Jive Me (Okeh, 1928)
- Lil Hardin Armstrong and Her Swing Orchestra: Just for a Thrill, Brown Gal, Doin' the Suzie-Q, It’s Murder, My Hi-De-Ho Man (Decca Records, 1936)
- Lil Hardin Armstrong and Her Swing Orchestra: Born to Swing, Sit-Down Strike for Rhythm, Bluer Than Blue (Decca Records, 1937)
- Lil Hardin Armstrong and Her Swing Orchestra: Let’s Get Happy Together, Happy Today, Sad Tomorrow, You Shall Reap What You Sow (Decca Records, 1937)
- Lil Hardin Armstrong and Her Swing Orchestra: My Secret Flame (Decca Records, 1940)
- Chicago -The Living Legends: Boogie Me, Eastown Boogie, Clip Joint (Riverside Records, 1961)